# ラメ (クレーター)
ラメ (Lamé) は、月のクレーター。
ラングレヌス (クレーター)というクレーターの北東の縁にまたがって位置している。ラングレヌスの西には豊かの海がある。クレーターの東の縁には一連のクレーターが重なっており、それらのクレーターは南へ約100kmに渡って断続的な列を形成している。クレーターの縁は周囲の地形からわずかに突き出ており、フェンデリヌス (クレーター)の内側にある。クレーターの底には突き出ている部分がある。
古い月の地図には、このクレーターをスミスと呼ぶものもある。IAUが名称を変更する前には、フェンデリヌス Cと呼ばれていた。

## 従属クレーター
ラメのごく近くにある小さな無名のクレーターについては、アルファベットを付加することによって識別される。
| 名称 | 月面緯度 | 月面経度 | 直径  |
| ---- | -------- | -------- | ----- |
| E    | 13.9° S  | 66.8° E  | 11 km |
| F    | 13.9° S  | 66.4° E  | 18 km |
| G    | 15.4° S  | 65.5° E  | 26 km |
| H    | 15.8° S  | 68.2° E  | 12 km |
| J    | 14.3° S  | 65.7° E  | 18 km |
| K    | 13.3° S  | 64.2° E  | 8 km  |
| L    | 14.4° S  | 68.6° E  | 6 km  |
| M    | 15.8° S  | 66.5° E  | 13 km |
| N    | 12.8° S  | 67.1° E  | 9 km  |
| T    | 12.5° S  | 66.5° E  | 11 km |
| W    | 13.1° S  | 65.9° E  | 6 km  |
| Z    | 15.9° S  | 65.9° E  | 17 km |